# Eliseo Salazar
Eliseo Salazar Valenzuela (Santiago, 1954. november 14. –) chilei autóversenyző, volt Formula–1-es pilóta.

## Pályafutása
Jól szerepelt a Formula–3-as és a brit Formula–1-es versenyeken. 1981-ben először a Marchhoz, majd az Ensignhoz szerződött. 1982-ben az ATS csapathoz igazolt, Manfred Winkelhock csapattársaként, de nem jelentős sikereket nem ért el. A német nagydíjon összeütközött Nelson Piquetvel, aki emiatt a televízió nagy nyilvánossága előtt belerúgott és megütötte. 1983-ban még indult pár futamon a RAM színeiben azután visszavonult a Formula–1-ből.
Az 1990-es években Indycar versenyeken indult.

## Eredményei

### Teljes Formula–1-es eredménylistája
(Táblázat értelmezése)

(Félkövér: pole-pozícióból indult; dőlt: leggyorsabb kört futott) 

| Év   | Csapat                    | 1      | 2      | 3      | 4      | 5      | 6      | 7      | 8      | 9      | 10     | 11     | 12     | 13     | 14     | 15     | 16     | Helyezés | Pont |
| ---- | ------------------------- | ------ | ------ | ------ | ------ | ------ | ------ | ------ | ------ | ------ | ------ | ------ | ------ | ------ | ------ | ------ | ------ | -------- | ---- |
| 1981 | March Team                | USW NK | BRA NK | ARG NK | SMR Ki | BEL NK | MON NK |        |        |        |        |        |        |        |        |        |        | 18.      | 1    |
| 1981 | Ensign Racing             |        |        |        |        |        |        | ESP 14 | FRA Ki | GBR NK | GER -  | AUT Ki | NED 6  | ITA Ki | CAN Ki | CPL Ki |        | 18.      | 1    |
| 1982 | Team ATS                  | RSA 9  | BRA Ki | USW Ki | SMR 5  | BEL Ki | MON Ki | DET Ki | CAN Ki | NED 13 | GBR NK | FRA Ki | GER Ki | AUT NK | SUI 14 | ITA 9  | CPL NK | 22.      | 2    |
| 1983 | RAM Automotive Team March | BRA 15 | USW Ki | FRA NK | SMR NK | MON NK | BEL NK | DET    | CAN    | GBR    | GER    | AUT    | NED    | ITA    | EUR    | RSA    |        | -        | 0    |

## Fordítás
- Ez a szócikk részben vagy egészben  az   Eliseo Salazar című angol Wikipédia-szócikk fordításán alapul.  Az eredeti cikk szerkesztőit annak laptörténete sorolja fel. Ez a jelzés csupán a megfogalmazás eredetét és a szerzői jogokat jelzi, nem szolgál a cikkben szereplő információk forrásmegjelöléseként.